# Stolephorus indicus
Stolephorus indicus är en fiskart som först beskrevs av Van Hasselt 1823.  Stolephorus indicus ingår i släktet Stolephorus och familjen Engraulidae. Inga underarter finns listade i Catalogue of Life.